# Archives de la ville de Genève
Ne doit pas être confondu avec Archives d'État de Genève.
Pour les articles homonymes, voir AVG.
Les Archives de la ville de Genève (AVG) sont le service des archives municipales de la ville de Genève, dans le canton de Genève, en Suisse.

## Histoire et organisation
Le Service des archives municipales a été fondé officiellement en 1986,. Il a pour mission : 
- de conseiller les services de l'administration dans la gestion de leurs archives,
- de collecter et conserver les documents de l'administration constituant les archives historiques, mémoire de la Ville,
- de recevoir et conserver les documents d'origine privée en relation avec l'histoire de la Ville, indispensables compléments aux précédents,
- enfin de mettre les documents conservés à disposition du public et de l’administration.

Elles sont situées dans les anciennes écuries du Palais Eynard, dans le parc des Bastions. Elles sont inscrites comme bien culturel suisse d'importance nationale.
En 2014, l'équipe comprend sept personnes : un archiviste depuis 1986, un archiviste adjoint depuis 2001, un archiviste informaticien, des documentalistes et un collaborateur administratif, souvent augmentée de stagiaires venant de la Haute école de gestion, de civilistes et de collaborateurs scientifiques temporaires.

## Collections
Les inventaires, respectant tous la norme ISAD(G), sont consultables en ligne ou sur place :
- Fonds publics
- Fonds des communes fusionnées
- Fonds privés
- Fonds  Sécheron (fonds privé)

Les producteurs des fonds sont décrits dans des notices d'autorité selon la norme ISAAR (CPF).

### Sources
- Fonds : Archives (1917-2016 (surtout 1986-2000)) [documents textuels, photographies, enregistrement sonore ; 5,45 mètres].  Cote : CH-001140-3 1102. Archives de la ville de Genève (présentation en ligne)..
- Les Archives de la Ville de Genève. Situation, propositions d'organisation, perspectives, Rapport de Marc Vuilleumier, septembre 1983.
- Justification de la création du poste de travail d'archiviste et cahier des charges de la fonction, Département des finances et des services généraux (Budget de la Ville de Genève, 1986)